# Les Étangs
Les Étangs est une commune française située dans le département de la Moselle en région Grand Est.

## Géographie
Le village est situé sur la rive gauche de la Nied française, cette rivière délimite la partie est du territoire communal.
| Sainte-Barbe | Hayes          |                    |
| Glatigny     | Étangs         | Condé-Northen      |
| Retonfey     | Silly-sur-Nied | Courcelles-Chaussy |

### Communes limitrophes
| Sainte-Barbe | Hayes          |                    |
| Glatigny     | Étangs         | Condé-Northen      |
| Retonfey     | Silly-sur-Nied | Courcelles-Chaussy |

### Environnement
La flore des Étangs est notamment décrite dans la « Flore de la Moselle » de Jean Joseph Jacques Holandre (1778-1857), neveu de François Holandre, en 1829.

### Hydrographie
La commune est située dans le bassin versant du Rhin au sein du bassin Rhin-Meuse. Elle est drainée par la Nied et le ruisseau de la Rigole.
La Nied, d'une longueur totale de 96,7 km, prend sa source dans la commune de Marthille, traverse 47 communes françaises, puis poursuit son cours en Allemagne où elle se jette dans la Sarre.

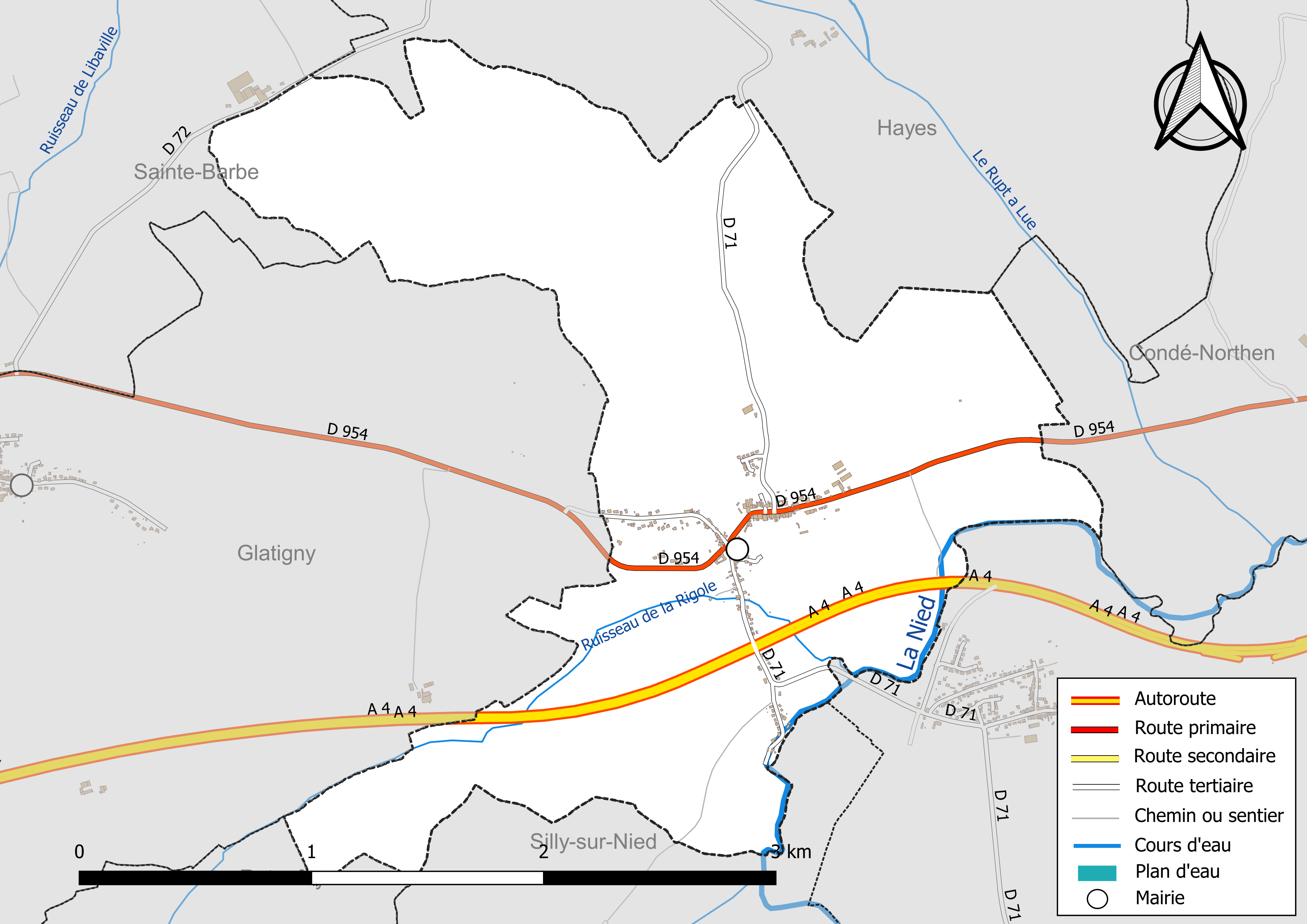
Réseaux hydrographique et routier des Étangs.

La qualité des eaux des principaux cours d’eau de la commune, notamment de la Nied, peut être consultée sur un site spécial géré par les agences de l’eau et l’Agence française pour la biodiversité.

### Climat
Pour des articles plus généraux, voir Climat du Grand Est et Climat de la Moselle.
En 2010, le climat de la commune est de type climat océanique dégradé des plaines du Centre et du Nord, selon une étude du Centre national de la recherche scientifique s'appuyant sur une série de données couvrant la période 1971-2000. En 2020, Météo-France publie une typologie des climats de la France métropolitaine dans laquelle la commune est exposée à un climat semi-continental et est dans la région climatique  Lorraine, plateau de Langres, Morvan, caractérisée par un hiver rude (1,5 °C), des vents modérés et des brouillards fréquents en automne et hiver. 
Pour la période 1971-2000, la température annuelle moyenne est de 9,8 °C, avec une amplitude thermique annuelle de 16,8 °C. Le cumul annuel moyen de précipitations est de 788 mm, avec 11,9 jours de précipitations en janvier et 9,6 jours en juillet. Pour la période 1991-2020, la température moyenne annuelle observée sur la station météorologique de Météo-France la plus proche, « Metz-Frescaty », sur la commune d'Augny à 21 km à vol d'oiseau, est de 11,1 °C et le cumul annuel moyen de précipitations est de 713,5 mm. 
La température maximale relevée sur cette station est de 39,7 °C, atteinte le 25 juillet 2019 ; la température minimale est de −23,2 °C, atteinte le 17 février 1956,,. 
Les paramètres climatiques de la commune ont été estimés pour le milieu du siècle (2041-2070) selon différents scénarios d'émission de gaz à effet de serre à partir des nouvelles projections climatiques de référence DRIAS-2020. Ils sont consultables sur un site spécial publié par Météo-France en novembre 2022.

## Urbanisme

### Typologie
Au 1er janvier 2024, Les Étangs est catégorisée commune rurale à habitat dispersé, selon la nouvelle grille communale de densité à sept niveaux définie par l'Insee en 2022.
Elle est située hors unité urbaine. Par ailleurs la commune fait partie de l'aire d'attraction de Metz, dont elle est une commune de la couronne,. Cette aire, qui regroupe 245 communes, est catégorisée dans les aires de 200 000 à moins de 700 000 habitants,.

### Occupation des sols
L'occupation des sols de la commune, telle qu'elle ressort de la base de données européenne d’occupation biophysique des sols Corine Land Cover (CLC), est marquée par l'importance des forêts et milieux semi-naturels (57,9 % en 2018), une proportion identique à celle de 1990 (57,9 %). La répartition détaillée en 2018 est la suivante : 
forêts (57,9 %), prairies (22,3 %), terres arables (9,2 %), zones urbanisées (6,1 %), zones agricoles hétérogènes (4,5 %). L'évolution de l’occupation des sols de la commune et de ses infrastructures peut être observée sur les différentes représentations cartographiques du territoire : la carte de Cassini (XVIIIe siècle), la carte d'état-major (1820-1866) et les cartes ou photos aériennes de l'IGN pour la période actuelle (1950 à aujourd'hui).

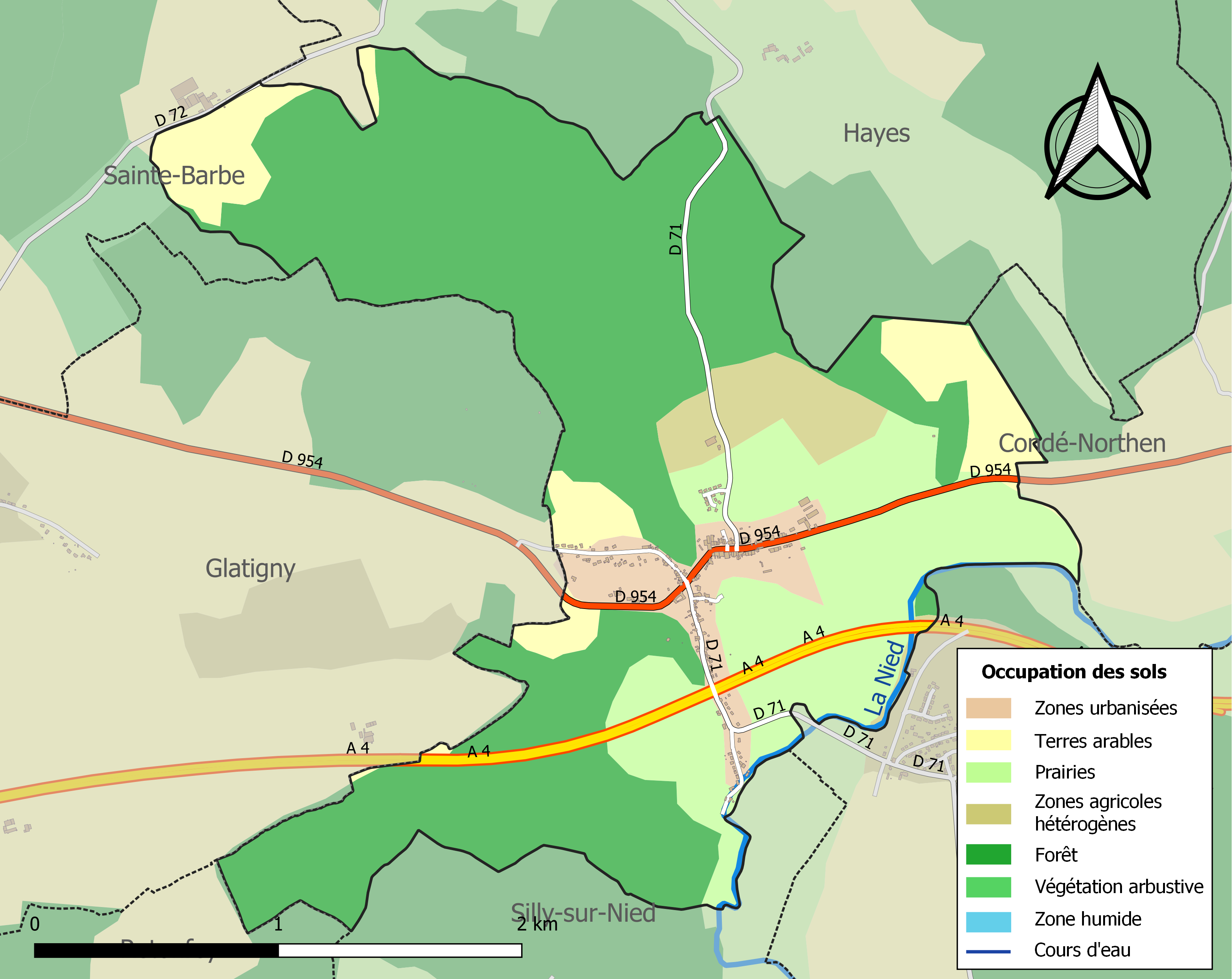
Carte des infrastructures et de l'occupation des sols de la commune en 2018 (CLC).

## Toponymie
- Lez Estans (1404), Le chastel dez Estant (1490), Tenchen aliàs Lestanche ou les Estanges (1594), Tenchen aliàs l'Estang ou les Estangs (XVIIe siècle)[14], Les Étangs (1793), Tennschen (1871-1918), Teckenhof (1940–1944).
- En allemand : Tennschen[14].

### Sobriquet
Ancien surnom des habitants : les «Escobar», terme ayant la signification de rusé, fin, fourbe, voire hypocrite. On suppose que son origine est à chercher dans un conflit local.

## Histoire
Les Étangs est un village du Pays messin situé au Moyen Âge dans le Haut-Chemin puis dans le bailliage de Boulay (période 1751-1789). La seigneurie est possédée à l'origine par la famille Borfer, de lignage chevaleresque. Par la suite il y eut deux fiefs, le village faisant partie de la chatellerie de Boulay, le château-fort auquel s'ajoutent les hameaux de la Beuverie et de Bruyère, le moulin de Bonfey, mille arpents de terre et deux étangs formant une seigneurie distincte.
La fondation de la maison forte des Étangs date de 1401, elle fut donnée par les Créhange-Raville à des familles messines, Drouin (1362-1426), Le Hongre en 1426, Baudoche (1489-1552) pour une moitié, Desch (1488-1549), Raigecourt (1550-1639). Le château fut racheté en 1679 par Armand de Blair, président à mortier au Parlement de Metz, chevalier baron de Balthayock (en), seigneur des Étangs, de la Beuverie et de la Bruyère et resta la propriété de la famille de Blair jusqu'en 1858, puis de leurs ayants droit jusqu'après la Seconde Guerre mondiale. Des chroniques des XVe et XVIe siècles rappellent que le château fut abattu en 1404 par une coalition féodale, qu'il fut brûlé par les Lorrains en 1490, par les Français en 1552 comme de nombreux autres châteaux de la région. Pourtant en 1681 Louise de Marsal, dame de la seigneurie du château, put faire hommage au roi de France pour « le château qui est à pont-levis et fossés tout alentour avec trois tours, un colombier dans l'une d'icelle ». Le château, est remanié aux XVIIIe et XIXe siècles afin de devenir un ensemble résidentiel propriété de la famille des barons de Blair et de Balthayock, descendants de nobles écossais venus en France au cours du XVIIe siècle. La famille Blair s'illustre au Parlement de Metz comme en témoignent les chroniques. Le dernier descendant direct de la famille Blair, Isidore-François s'éteindra au château des Étangs, après avoir été officier supérieur dans la garde royale, avoir fait toutes les campagnes de l'armée de Condé. Sa carrière prendra fin après les journées de 1830, durant lesquelles il combattit pour le roi Charles X chassé de France. Il ne quittera plus le château des Étangs jusqu'à sa mort en 1858. Par donation d'Isidore-François de Blair, mort sans descendance, le château deviendra la propriété de Ludovic Raillardy de Prautois et de Marie-Pauline Dupasquier de Dommartin qui y firent d'importants travaux dans les années 1860-1865. Le château restera propriété des Dommartin jusqu'à la Seconde Guerre mondiale,,.

## Politique et administration
| Période                                  | Période   | Identité        | Étiquette | Qualité |
| ---------------------------------------- | --------- | --------------- | --------- | ------- |
| mars 1983                                | mars 1995 | Théodore Horsch |           |         |
| mars 1995                                | En cours  | Yves Legendre   |           |         |
| Les données manquantes sont à compléter. |           |                 |           |         |

## Démographie
L'évolution du nombre d'habitants est connue à travers les recensements de la population effectués dans la commune depuis 1793. Pour les communes de moins de 10 000 habitants, une enquête de recensement portant sur toute la population est réalisée tous les cinq ans, les populations de référence des années intermédiaires étant quant à elles estimées par interpolation ou extrapolation. Pour la commune, le premier recensement exhaustif entrant dans le cadre du nouveau dispositif a été réalisé en 2008.

En 2022, la commune comptait 412 habitants, en évolution de +3 % par rapport à 2016 (Moselle : +0,52 %, France hors Mayotte : +2,11 %).
| 1793 | 1800 | 1806 | 1821 | 1836 | 1841 | 1861 | 1866 | 1871 |
| ---- | ---- | ---- | ---- | ---- | ---- | ---- | ---- | ---- |
| 342  | 389  | 448  | 386  | 396  | 390  | 366  | 390  | 361  |

| 1875 | 1880 | 1885 | 1890 | 1895 | 1900 | 1905 | 1910 | 1921 |
| ---- | ---- | ---- | ---- | ---- | ---- | ---- | ---- | ---- |
| 317  | 344  | 324  | 332  | 317  | 287  | 296  | 266  | 243  |

| 1926 | 1931 | 1936 | 1946 | 1954 | 1962 | 1968 | 1975 | 1982 |
| ---- | ---- | ---- | ---- | ---- | ---- | ---- | ---- | ---- |
| 244  | 246  | 235  | 226  | 234  | 243  | 274  | 270  | 296  |

| 1990 | 1999 | 2006 | 2008 | 2013 | 2018 | 2022 | - | - |
| ---- | ---- | ---- | ---- | ---- | ---- | ---- | - | - |
| 277  | 301  | 394  | 420  | 387  | 402  | 412  | - | - |

## Lieux et monuments

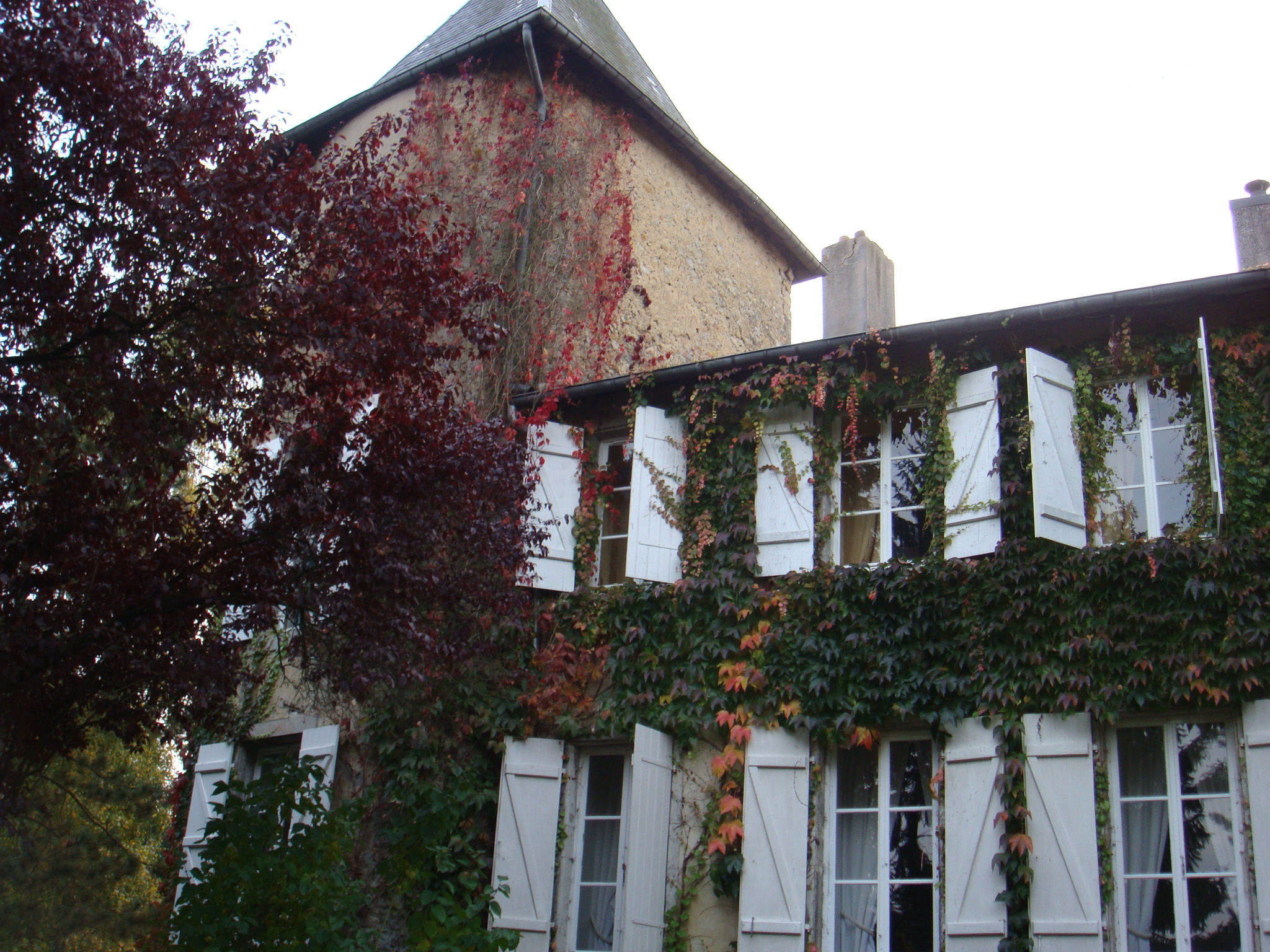
Château des Étangs et de La Bruyère.

D'après Dom Calmet une voie romaine passait à Tennschen (nom allemand des Étangs), elle allait à Menmerborn, à Boucheporn et au Hiéraple. Le village des Étangs par sa topographie offre des possibilités défensives qui expliquent la présence d'une maison forte attestée dès 1401. Une modeste garnison y séjournera encore au XVIIe siècle. À l'origine la maison forte était constituée vraisemblablement du donjon actuel entouré de murs flanqués de tours. La famille des Baudoche en modifiera l'aspect à la fin du XVIe siècle, en particulier seront ajoutées les typiques fenêtres à meneau côté cour. D'autre part ils ajouteront deux corps de bâtiment au nord et au sud, la maison forte se situant côté ouest. Ces façades ont été transformées au XVIIIe siècle, la façade Sud est alors percée de nombreuses fenêtres. Le château perd dès lors son caractère défensif, les baies s'ouvrant sur un parc. Ce baies seront encore remaniées au XIXe siècle. Seule la façade Nord donnant sur la rue du château conserve partiellement son caractère de forteresse médiévale.
- Le château des Étangs, ancienne résidence de la famille des Barons de Blair de Balthayock, est inscrit au titre des monuments historiques par arrêté du 26 novembre 2004[23]. Ses belles charpentes anciennes remises en valeur, ses toitures, ses façades ainsi que des éléments intérieurs sont protégés à ce titre. Le château garde son aspect de maison forte  bien que remanié aux XVIIIe et XIXe siècles afin d'en faire un élégant ensemble résidentiel. Les façades Est et Sud sont percées de hautes fenêtres rectangulaires en pierre de Servigny, des plafonds à la française décorent certaines pièces, un bel escalier du dix-huitième siècle dessert le premier étage et les beaux combles, aujourd'hui aménagés, donnant côté Sud sur le parc. Ce parc est aujourd'hui planté d'espèces horticoles (châtaignier, pins (Douglas, Griffiti, etc.), hydrangéas, cornouillers, roses anciennes, pivoines. Les fossés comblés ont été transformés en terrasses sur la façade Sud. Ces terrasses donnent sur le parc paysager clôturé de murs.

Bel exemple de château fort médiéval aujourd'hui restauré, le château des Étangs est constitué de trois corps de bâtiments et d’un donjon rectangulaire massif situé à l’ouest, ménageant au centre une cour (basse-cour), les bâtiments qui forment un trapèze sont flanqués de quatre tours rondes, les deux tours Sud sont accolées au donjon à la manière d'une barbacane avec ses orifices de tir. La tour Nord de plan circulaire présente une ogive sculptée, des fenêtres à coussièges, ainsi qu'un sol en terres cuites décorées, il s'agit sans doute de la chapelle privée des seigneurs du château qui sera abandonnée en 1743 après la construction de la chapelle castrale. L'aile Nord offre une monumentale cheminée et son four à pain, côté est trois cheminées en pierre de Jaumont dont deux importantes aux rez-de-chaussée ornent les pièces de vie. La tour Nord-Est de plan plus irrégulier présente un toit d'ardoise en pavillon. Le donjon massif situé à l'ouest offre quatre niveaux de fenêtres à meneau, ce même type de fenêtres se retrouve sur le corps Nord du bâtiment. Le pont-levis, encore attesté en 1681, a disparu, mais le porche monumental qui fait face à la place du village et qui donne accès à la basse-cour du château témoigne de sa présence et de son importance. Il reste très peu de châteaux forts en Lorraine : le château des Etangs présente la particularité  de rester parfaitement lisible malgré son aménagement en résidence moderne. La maison forte du XVe siècle, offre donc aujourd'hui un intéressant exemple d’architecture médiévale qui porte témoignage de l'histoire troublée de la Lorraine.

### Édifices religieux

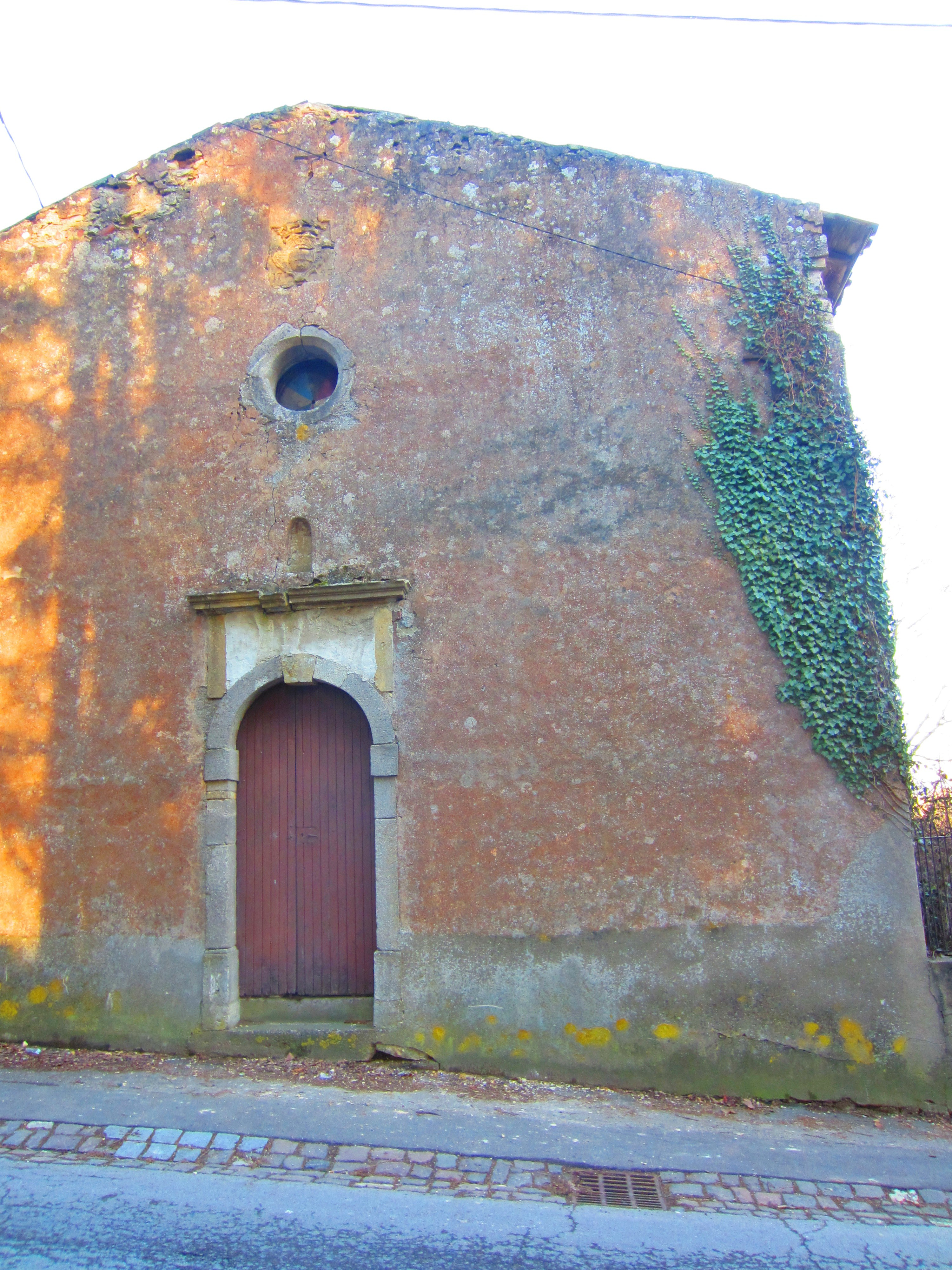
Chapelle castrale.

- Église Saint-Jean-Baptiste
- Chapelle castrale

## Personnalités liées à la commune
- Armand de Blair (21 mars 1719), baron de Balthayock, chevalier, seigneur du château des Étangs, de La Beuverie et de la Bruyère, directeur général des fermes réunies du Roi au département de Lorraine et de Barrois, conseiller du roi en tous ses conseils, lieutenant général du bailliage de Metz, reçu président à mortier au Parlement de Metz le 26 juillet 1691.
- Armand-Jean de Blair  (8 février 1681 - 23 juin 1763), conseiller au Parlement de Metz.
- Jean-Armand de Blair  (25 août 1710 - 9 septembre 1795), reçu conseiller au Parlement de Metz en remplacement de son père le 23 avril 1733, président à mortier lors du rétablissement du Parlement  en 1775.
- La famille Blair de Balthayock est originaire d'Écosse plus exactement du Perthshire sur les bords de la rivière Tay. Thomas second fils d'Alexandre Blair de Balthayock passa en France du temps de Jacques VI d'Écosse (lettres patentes du 7 juillet 1674). La famille Blair compte parmi ses descendants Walter Scott et Tony Blair.
- Blason : écu d'argent au chevron de sable accompagné de trois tourteaux, deux en chef, un en pointe. Devise "virtute tutus" (protégé par son courage)[24].

## Héraldique
| Blason de Les Étangs | Blason  | Parti : au 1er d'argent à la bande de sable côtoyée de deux cotices du même, au 2e de sable à la fasce d'or accompagnée de trois besants du même. |
| Blason de Les Étangs | Détails | |